# Василије Ђурић (фудбалер)
Василије Ђурић (Суботица, 18. јула 1998) српски је фудбалер који тренутно наступа за Оцелул из Галација.

## Каријера
Ђурић је фудбал тренирао у локалним сомборским клубовима, пре него што је приступио млађим категоријама београдске Црвене звезде. С тим клубом је у марту 2014. потписао стипендијски уговор. Исти је раскинут средином 2016. када је Ђурић прешао у ОФК Београд. У Првој лиги Србије дебитовао је током такмичарске 2016/17, а потом је још једну сезону одиграо у Српској лиги Београда. Лета 2018. прешао је у београдски Синђелић. У јануару 2020. године престављен је као фудбалер ТСЦ-а из Бачке Тополе. Након годину дана уступљен је Инђији за коју је наступао током другог дела такмичарске 2020/21. Каријеру је наставио у Металцу из Горњег Милановца. Одатле је у јануару стигао у крагујевачки Раднички 1923. Био је двоструки стрелац у победи од 3 : 0 над крушевачким Напретком и услед свог учинка изабран је за играча 26. кола Суперлиге за такмичарску 2022/23.

## Статистика

### Клупска
Ажурирано 11. јуна 2023.
|                          |          |                     |     |    |   |   |   |   |   |   |     |    |  |  |
| ОФК Београд              | 2016/17. | Прва лига Србије    | 6   | 0  | — | — | — | — | — | — | 6   | 0  |  |  |
| ОФК Београд              | 2017/18. | Српска лига Београд | 27  | 7  | 1 | 1 | 0 | 0 | — | — | 28  | 8  |  |  |
| ОФК Београд              | Укупно   | Укупно              | 33  | 7  | 1 | 1 | 0 | 0 | — | — | 34  | 8  |  |  |
|                          |          |                     |     |    |   |   |   |   |   |   |     |    |  |  |
| Синђелић Београд         | 2018/19. | Прва лига Србије    | 30  | 6  | 2 | 0 | — | — | — | — | 32  | 6  |  |  |
| Синђелић Београд         | 2019/20. | Прва лига Србије    | 22  | 6  | 2 | 0 | — | — | — | — | 24  | 6  |  |  |
| Синђелић Београд         | Укупно   | Укупно              | 52  | 12 | 4 | 0 | — | — | — | — | 56  | 12 |  |  |
|                          |          |                     |     |    |   |   |   |   |   |   |     |    |  |  |
| ТСЦ Бачка Топола         | 2019/20. | Суперлига Србије    | 10  | 0  | — | — | — | — | — | — | 10  | 0  |  |  |
| ТСЦ Бачка Топола         | 2020/21. | Суперлига Србије    | 13  | 1  | 1 | 0 | 2 | 0 | — | — | 16  | 1  |  |  |
| ТСЦ Бачка Топола         | Укупно   | Укупно              | 23  | 1  | 1 | 0 | 2 | 0 | — | — | 26  | 1  |  |  |
|                          |          |                     |     |    |   |   |   |   |   |   |     |    |  |  |
| Инђија (позајмица)       | 2020/21. | Суперлига Србије    | 19  | 1  | — | — | — | — | — | — | 19  | 1  |  |  |
|                          |          |                     |     |    |   |   |   |   |   |   |     |    |  |  |
| Металац Горњи Милановац  | 2021/22. | Суперлига Србије    | 33  | 3  | 2 | 0 | — | — | — | — | 35  | 3  |  |  |
| Металац Горњи Милановац  | 2022/23. | Прва лига Србије    | 17  | 4  | 0 | 0 | — | — | — | — | 17  | 4  |  |  |
| Металац Горњи Милановац  | Укупно   | Укупно              | 50  | 7  | 2 | 0 | — | — | — | — | 52  | 7  |  |  |
|                          |          |                     |     |    |   |   |   |   |   |   |     |    |  |  |
| Раднички 1923 Крагујевац | 2022/23. | Суперлига Србије    | 14  | 2  | — | — | — | — | — | — | 14  | 2  |  |  |
|                          |          |                     |     |    |   |   |   |   |   |   |     |    |  |  |
| Каријера                 | Каријера | Каријера            | 191 | 30 | 8 | 1 | 2 | 0 | — | — | 201 | 31 |  |  |
|                          |          |                     |     |    |   |   |   |   |   |   |     |    |  |  |

### Утакмице у дресу репрезентације
| Репрезентација Србије у узрасту до 18 година старости | Репрезентација Србије у узрасту до 18 година старости                    | Репрезентација Србије у узрасту до 18 година старости                    | Репрезентација Србије у узрасту до 18 година старости                    | Репрезентација Србије у узрасту до 18 година старости                    | Репрезентација Србије у узрасту до 18 година старости                    | Репрезентација Србије у узрасту до 18 година старости                    | Репрезентација Србије у узрасту до 18 година старости | Репрезентација Србије у узрасту до 18 година старости | Репрезентација Србије у узрасту до 18 година старости |
| #                                                     | Датум                                                                    | Такмичење                                                                | Локација                                                                 | Домаћин                                                                  | Резултат                                                                 | Гост                                                                     | Гол                                                   | Реф.                                                  |                                                       |
| ----------------------------------------------------- | ------------------------------------------------------------------------ | ------------------------------------------------------------------------ | ------------------------------------------------------------------------ | ------------------------------------------------------------------------ | ------------------------------------------------------------------------ | ------------------------------------------------------------------------ | ----------------------------------------------------- | ----------------------------------------------------- | ----------------------------------------------------- |
| 1.                                                    | 19. април 2016.                                                          | Пријатељска утакмица                                                     | Кућа фудбала, Стара Пазова                                               | Србија                                                                   | 1 : 2                                                                    | Мађарска                                                                 |                                                       | [ 27 ]                                                |                                                       |
| 2.                                                    | 21. април 2016.                                                          | Пријатељска утакмица                                                     | Кућа фудбала, Стара Пазова                                               | Србија                                                                   | 1 : 1                                                                    | Мађарска                                                                 |                                                       | [ 28 ]                                                |                                                       |
| 2                                                     | Укупан број утакмица, постигнутих погодака и минута проведених на терену | Укупан број утакмица, постигнутих погодака и минута проведених на терену | Укупан број утакмица, постигнутих погодака и минута проведених на терену | Укупан број утакмица, постигнутих погодака и минута проведених на терену | Укупан број утакмица, постигнутих погодака и минута проведених на терену | Укупан број утакмица, постигнутих погодака и минута проведених на терену |                                                       | 0                                                     | [ 29 ]                                                |

## Трофеји, награде и признања

### Појединачно
- Играч кола у Суперлиги Србије (26. коло такмичарске 2022/23)[14]